# Pierre-Yves Geoffard
Pierre-Yves Geoffard, né le 17 novembre 1966 à Brest, est un économiste français spécialiste de l'économie de la santé. Il est directeur de l'École d'économie de Paris de 2013 à 2018, directeur d'études à l'EHESS depuis 2008 et directeur de recherche au CNRS depuis 2003. Il tient aussi une chronique économique dans le journal Libération.

## Biographie

### Jeunesse et formation
Ancien élève de l'ENS (S1985), Pierre-Yves Geoffard poursuit des études de mathématiques appliquées aux sciences économiques à l'université Paris-Dauphine, il y obtient successivement un DEA en 1987 et un doctorat en 1991. Il rédige sa thèse "Équilibres à taches solaires, utilité récursive : deux modèles économiques inter temporels" sous la direction d'Ivar Ekeland. Il est également titulaire d'un DEA « Analyse et Politique économiques » de l'EHESS (1988).

### Carrière
Il est visiting Scholar à l'université Stanford (1991-1992) puis à l'université de Chicago (1992-1993) où il étudie la théorie de l'équilibre général et l'économie de la santé.
De 1993 à 1997, il travaille au ministère de la Santé en tant que conseiller économique.
Il occupe ensuite diverses fonctions universitaires : directeur adjoint du DELTA de 1998 à 2004, professeur associé à l'École polytechnique de 2000 à 2006, professeur invité à l'université de Lausanne en 2008, enseignant à l'Institut des Actuaires de 2008 à 2014, professeur à l'École d'économie de Paris depuis 2006.
Il est membre du Cercle des économistes.
En décembre 2017, il est nommé membre du Conseil national du numérique.

## Prises de positions
En avril 2017, il signe une tribune dans le journal Le Monde soutenant Emmanuel Macron pour l'élection présidentielle française.